# Stephanophorus diadematus
A Stephanophorus diadematus a madarak osztályának verébalakúak (Passeriformes) rendjébe és a tangarafélék (Thraupidae) családjába tartozó Stephanophorus nem egyetlen faja.

## Előfordulása
Argentína, Brazília, Paraguay és Uruguay területén honos. A természetes élőhelye szubtrópusi és trópusi síkvidéki és hegyi erdők és bokrosok, valamint erősen leromlott egykori erdők és vidéki kertek.

## Megjelenése
Átlagos testtömege 35.4 gramm.